# Motherfucker
Motherfucker (a volte abbreviato in mofo, mf o mf'er) è una parola della lingua inglese, utilizzata come insulto. Ne esiste anche una forma verbale, anche se meno comunemente utilizzata.  
Sebbene il termine sia considerato altamente offensivo, viene raramente usato nel senso letterale di chi si impegna in attività sessuale con la madre di un'altra persona o della sua stessa. Piuttosto si riferisce a una persona cattiva, spregevole o viziosa, o qualsiasi situazione particolarmente difficile o frustrante. In alternativa, può essere un termine di ammirazione, come nel termine bastardo figlio di puttana, che significa una persona impavida e sicura di sé.
Come molti termini offensivi ampiamente utilizzati, ha alcuni sinonimi eufemistici, ad esempio termini come motherhumper, motherfugger, mother f'er, mothersucker, mothertrucker, motherfreaker, motherlover, fothermucker, motherflower, motherkisser a volte vengono utilizzati in compagnia educata o per evitare la censura.